# 科鲁瓦尔
科鲁瓦尔（法語：Cauroir，法語發音：[koʁwaʁ]）是法国上法蘭西大區北部省的一个市镇，属于康布雷区。

## 地理
科鲁瓦尔（50°10'28"N, 3°18'7"E）面积5.61 平方千米，位于法国上法蘭西大區北部省，该省份为法国最北部的省份及最长的省份，西北濒北海，西接加来海峡省，南至埃纳省和索姆省，东与比利时接壤。
与科鲁瓦尔接壤的市镇（或旧市镇、城区）包括：卡尼翁克勒、阿万、康布雷、卡尼耶尔、埃科德夫尔、埃斯图尔梅勒。

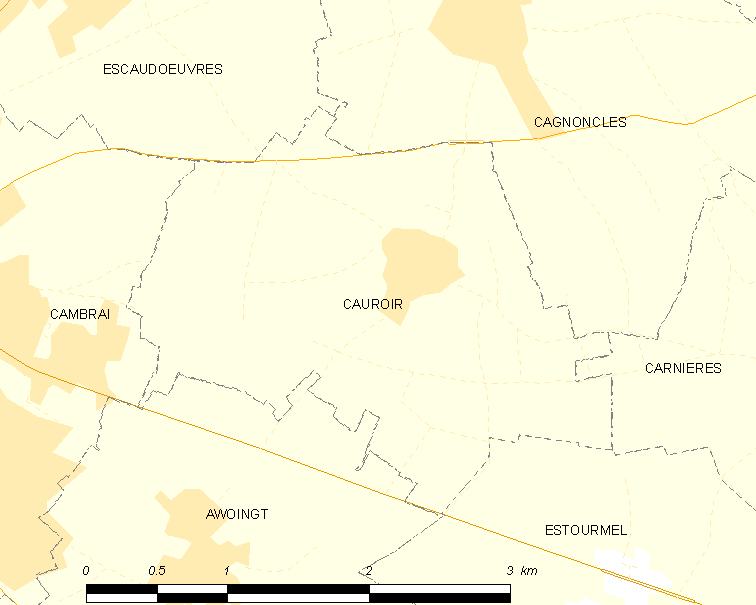
科鲁瓦尔的OSM定位图

科鲁瓦尔的时区为UTC+01:00、UTC+02:00（夏令时）。

## 行政
科鲁瓦尔的邮政编码为59400，INSEE市镇编码为59141。

## 政治
科鲁瓦尔所属的省级选区为科德里县。

## 人口

1962-2008年间科鲁瓦尔人口变化图示

科鲁瓦尔于2022年1月1日时的人口数量为575人。